# The Man in the Moon
The Man in the Moon (pt: O Homem da Lua / br: No Mundo da Lua) é um filme de drama estadounidense lançado em 1991, produzido pela Metro-Goldwyn-Mayer (MGM), sob a direção de Robert Mulligan (seu último filme) e estrelado por Sam Waterston, Reese Witherspoon (sua estréia no cinema) e Jason London. O roteiro original foi por Jenny Wingfield.

## Enredo
Uma garota de 14 anos chamada Danielle (Reese Witherspoon) se apaixona por um rapaz mais velho, Court Foster (Jason London), que, por conseguinte, se apaixona por sua irmã mais velha, Maureen (Emily Warfield), que sabe da paixão de sua irmã mais nova e, ainda sim, se envolve com Court. 
Porém, num dia em que Maureen e Court estão juntos, Court esquece o seu chapéu num ramo de uma arvore, ele volta para o trator e só depois vê o chapeu pendurado no ramo. Ele tenta alcançar o chapeu em cima do trator, mas acaba caindo e o trator passa por cima dele. Sua mãe leva o seu almoço quando vê o trator sem ninguém e percebe que algo aconteceu. 
Dani acaba de chegar a casa com os seus pais e a sua irmã recém-nascida, quando chegam em casa percebem que Maureen não lá está. Dani sai para o quintal e vê Maureen chegando com a camisola desarrumada e percebe que Maureen esteve com Court e sai a correr. Dani, ao afastar-se, vê a mãe de Court a gritar o seu nome e a chorar em cima do seu corpo. Dani volta a correr para casa e avisa o seu pai. Este volta umas horas depois e dá a perceber que Court morreu. Dani sofre muito e não fala com sua irmã, Maureen, que, por sua vez, também está a sofrer.
No final, Dani vai ao cemitério visitar a campa de Court e vê sua irmã, Maureen, a chorar sobre a campa. Dani vai ter com a irmã e apoia-a. Em seguida, Mostra os pais de Dani em sua cama olhando lá para fora, vendo Maureen a arrumar o cabelo de Dani, e elas a conversarem, a dizerem que sempre irão falar uma com a outra.

## Elenco
- Sam Waterston ....  Matthew Trant
- Tess Harper ....  Abigail Trant
- Gail Strickland ....  Marie Foster
- Reese Witherspoon ....  Danielle "Dani" Trant
- Jason London ....  Court Foster
- Emily Warfield ....  Maureen Trant
- Bentley Mitchum ....  Billy Sanders
- Ernie Lively ....  Will Sanders
- Dennis Letts .... Doc White
- Earleen Bergeron .... Eileen Sanders
- Anna Chappell .... Mrs. Taylor
- Brandi Smith .... Missy Trant
- Derek Ball .... Foster Twin
- Spencer Ball .... Foster Twin
- Patrick Hallisy .... Jude Davinc

## Recepção
O filme foi elogiado por Roger Ebert, que a incluiu na posição #8 em sua lista Top 10 dos melhores filmes de 1991, declarando: "Nada mais [Mulligan] fez ... aproxima-se da pureza e da perfeição do The Man in the Moon. Como o filme se aproximava da sua conclusão, sem ter pisado errado uma vez, eu me perguntei se ele poderia fazê-lo - se ele poderia manter o tom poético, agridoce, e evitar o sentimentalismo e emoção barata que poderia ter destruído a história. Será que ele. manter a integridade deste material? ele faria, e ele faz."
Mulligan ficou desencantado com a forma como o filme foi editado e cortado pelas companhias aéreas, principalmente American e Delta Airlines, para apresentações durante o voo. Ele ficou tão perturbado por essas edições na imagem pelas companhias aéreas que ele insistiu que seu nome fosse retirado dos créditos do filme. Estes eventos assombraram artisticamente Mulligan, a tal ponto que ele se aposentou do cinema e nunca dirigiu outro projeto.